# Baniana semilugens
Baniana semilugens là một loài bướm đêm trong họ Erebidae.